# Hoffmeister (cràter)

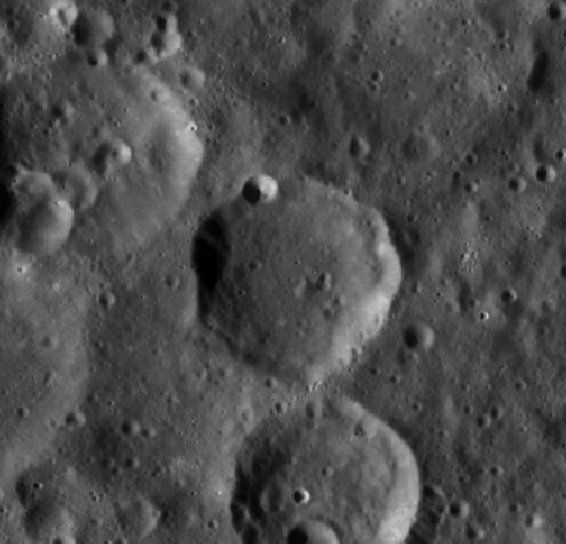
Fotografia de la missió LRO

Hoffmeister és un cràter d'impacte que s'hi troba en la cara oculta de la Lluna, al nord-oest de l'enorme planicie emmurallada del cràter Mendeléiev. A certa distància al nord de Hoffmeister s'hi troba el cràter Siedentopf, i a l'oest-nord-oest apareix Gavrilov.
Es tracta d'un cràter un poc erosionat, amb Hoffmeister N unit a la vora sud. Un petit cràter amb un alta albedo s'hi troba en la vora comuna entre Hoffmeister i aquest cràter satèl·lit. Un altre petit cràter també es localitza en la vora nord-oest de Hoffmeister. El sòl de la plataforma interior manca de trets significatius.

## Cràters satèl·lit
Per convenció aquests elements s'identifiquen en els mapes lunars col·locant la lletra en el costat del punt mitjà del cràter que està més proper a Hoffmeister.
|             | \| Hoffmeister \| Coordenades \| Diàmetre \| \| ----------- \| -------------------------------------- \| -------- \| \| D \| 16° 54′ N, 140° 18′ E / 16.9°N,140.3°E \| 21 km \| \| F \| 14° 42′ N, 141° 00′ E / 14.7°N,141.0°E \| 19 km \| \| N \| 13° 42′ N, 136° 24′ E / 13.7°N,136.4°E \| 42 km \| \| Z \| 17° 48′ N, 136° 42′ E / 17.8°N,136.7°E \| 29 km \| |          |
| Hoffmeister | Coordenades | Diàmetre |
| D           | 16° 54′ N, 140° 18′ E / 16.9°N,140.3°E | 21 km    |
| F           | 14° 42′ N, 141° 00′ E / 14.7°N,141.0°E | 19 km    |
| N           | 13° 42′ N, 136° 24′ E / 13.7°N,136.4°E | 42 km    |
| Z           | 17° 48′ N, 136° 42′ E / 17.8°N,136.7°E | 29 km    |